# ماترانکا، قلمرو شمالی (استرالیا)
ماترانکا (به انگلیسی: Mataranka) یک شهرک در استرالیا است که در قلمرو شمالی (استرالیا) واقع شده‌است.